# جون تروي
جون تروي (بالإنجليزية: John Troy)‏ هو لاعب قذف أيرلندي، ولد في 19 يناير 1971 في Lusmagh ‏ في جمهورية أيرلندا.